# 西野セイナ
西野 セイナ（にしの せいな、1995年2月7日 - ）は、日本の元AV女優。

## 略歴・人物
東京都出身。2014年9月、アダルトビデオメーカー・プレステージの専属女優としてAVデビュー。

## 出演作品

### アダルトDVD
※メーカーは全作品「プレステージ」
2014年
- 新人 プレステージ専属デビュー 西野セイナ（9月19日）
- 新・絶対的美少女、お貸しします。 ACT.29（10月22日）
- 一泊二日、美少女完全予約制。 第二章 西野セイナの場合 山梨県○○温泉へのお泊り旅行。（11月21日）
- プレステージ専属女優 in おもてなしツーリスト!!（12月2日）
- 人生初・トランス状態 激イキ絶頂セックス（12月19日）
- （素）シロウトTV × PREMIUM 17（12月19日）

2015年
- 西野セイナがご奉仕しちゃう 超最新やみつきエステ（1月21日）
- 西野セイナの、いっぱいコスって萌えてイこう!（2月20日）